# Anselm Lossen
Anselm Philipp Constantin Lossen (* 16. April 1758 in Bonn; † 21. Februar 1821 in Camberg) war ein deutscher Hüttenherr.
Anselm Lossen war der Sohn des kaiserlichen Legationssekretärs Kaspar Philipp Lossen (1701–1760) und dessen Frau Susanna Christina Elisabeth geborene Stöpler (1721–1769). Er heiratete 1781 in Oberlahnstein Maria Gertrud Petronilla geborene Hoffmann (1768–1823).
Aus der Ehe gingen die drei Söhne Joseph Lossen (1795–1866), Karl Lossen (1793–1861) und Mathias Aloisius Lossen (1797–1885) hervor, die das väterliche Unternehmen weiter betrieben.
Anselm Lossen erhielt seine Erziehung im Waisenhaus in Mainz. Er studierte Rechtswissenschaft, brach das Studium jedoch ab. Ab 1785 arbeitete er als Hauslehrer in Koblenz und Sayn. 1790 wurde er Buchhalter der Sayner Eisenhütte. 1796 wurde er Leiter der Hütte und später mit dem Titel Kommerzienrat geehrt.
1818 begann er eine selbstständige Tätigkeit im Herzogtum Nassau. Er pachtete die Eisenwerke Emmershäuser Hütte und Michelbacher Hütte und die Hämmer in Rod an der Weil und Burgschwalbach. Er kaufte darüber hinaus den Kupferhammer in Neuweilnau und den Eisenhammer in Hadamar. In Camberg betrieb er ein Eisengeschäft.